# Hanne Lahtinen
Hanne Lahtinen (* 1970) ist eine ehemalige finnische Skilangläuferin.
Lahtinen debütierte im März 1990 in Lahti im Weltcup und belegte dabei den 37. Platz über 5 km Freistil. In der Saison 1995/96 holte sie in Falun mit dem 25. Platz über 15 km Freistil ihre ersten Weltcuppunkte und in Sunne über 5 km Freistil ihren einzigen Sieg im Continental-Cup. Nachdem sie zu Beginn der Saison 1996/97 den Kangaroo Hoppet gewonnen hatte, erreichte sie in Hakuba mit zwei 18. Plätzen über 5 km klassisch und in der Verfolgung ihre beste Einzelplatzierung im Weltcup. Dies waren zugleich ihre letzten Weltcuprennen und belegte damit den 47. Platz im Gesamtweltcup.

## Siege bei Continental-Cup-Rennen
| Nr. | Datum           | Ort   | Disziplin     | Serie           |
| --- | --------------- | ----- | ------------- | --------------- |
| 1.  | 3. Februar 1996 | Sunne | 5 km Freistil | Continental-Cup |